# راندي بليك
راندي بليك (بالإنجليزية: Randy Blake)‏ هو لاعب كاراتيه أمريكي، ولد في 25 نوفمبر 1986 في كليفلاند في الولايات المتحدة.

## وصلات خارجية
- راندي بليك على موقع بوكس ريك (الإنجليزية) (registration required)
- راندي بليك على موقع شيردوغ (الإنجليزية)